# Zářivý výkon
Zářivý výkon je souhrnný výkon, který těleso vyzařuje do prostoru jako elektromagnetické záření. Může jít o
- rádiové vlny, např. u pulsarů nebo jiných antén;
- světelný tok žhavého tělesa, např. žárovky, nebo i světlo chladných světelných zdrojů, jako zářivek nebo LED;
- tepelné záření nebo jinak také pro lidské oko neviditelné infračervené záření těles podle jejich teploty.

Rozložení energie do jednotlivých frekvenčních pásem popisuje Planckův vyzařovací zákon.

## Světelné záření
Běžnou otázku osvětlení prostředí člověka řeší inženýři osvětlovací technikou, jednou z hlavních veličin je právě světelný tok.

### Sběr světla
V současnosti intenzivně probíraným tématem jsou obnovitelné zdroje energie, jedním z nich je právě sluneční světlo: Na povrch Země dopadá cca 1300 W energie na m2, z toho cca 800 W ve formě světla. Na orbitě jsou intenzity a toky ještě mnohem vyšší. I v běžném životě se již dnes setkáváme s fotovoltaikou.

### Astronomie
Zářivý výkon (také zářivost, luminosita) je souhrnný výkon, který vyzařuje hvězda do okolního prostoru. Značka je L, jednotka watt, avšak u hvězd kromě Slunce obvykle používáme jako jednotku zářivý výkon Slunce, kde {\displaystyle L_{\odot }}=3,827×1026W (někdy značíme LS nebo L0). Výkony jiných hvězd pak poměřujeme touto poměrnou jednotkou.
Zářivý výkon lze vyjádřit pomocí absolutní hvězdné velikosti
{\displaystyle {\frac {L}{L_{\odot }}}={\sqrt[{5}]{100}}^{M_{\odot }-M}}
nebo podle Stefanova–Boltzmannova zákona
{\displaystyle L=4\pi R^{2}\sigma T^{4}\,}
kde R je poloměr hvězdy, σ Stefanova–Boltzmannova konstanta a T povrchová teplota hvězdy.
Pomocí známých hodnot Slunce můžeme vzorec přepsat do tvaru:
{\displaystyle {\frac {L}{L_{\odot }}}={\left({\frac {R}{R_{\odot }}}\right)}^{2}{\left({\frac {T}{T_{\odot }}}\right)}^{4}}

#### Zářivý výkon některých hvězd
| Název hvězdy     | Magnituda   | Vzdálenost [ ly ] | Zářivost [ L/L0 ] |
| ---------------- | ----------- | ----------------- | ----------------- |
| Eta Carinae      | 3,9 až 10,5 | 7500              | 5 500 000         |
| Deneb            | 1,25        | 1600              | 250 000           |
| Betelgeuze       | 0,58        | 430               | 60 000            |
| Spica            | 1,00        | 262               | 14 000            |
| Polárka          | 1,97        | 430               | 2 200             |
| Aldebaran        | 0,85        | 65                | 140               |
| Vega             | 0,00        | 25                | 47                |
| Sirius           | −1,46       | 8,6               | 22                |
| Proxima Centauri | 11,05       | 4,3               | 0,000 06          |

## Tepelné záření
Tepelné záření je jednou ze tří možností vytápění:
- translačně - přesunem celého hmotného média, např. pomocí parovodů,
- vedením tepla - vzájemným dotykem, což reprezentuje např. tepelná propustnost zdiva a oken,
- právě zářením - nebo též sáláním, např. z akumulačních kamen.

### Sběr tepla
Opět lze zachycovat energii Slunce a to i jeho tepelnou složku: Tak lze vyhřívat bazény a prodlužovat jejich letní sezónu nebo teplo zachycovat tepelnými kolektory na střechách a svádět ho do budov do výměníků a akumulátorů.